# Wenshan, Wenshan
Wenshan är en stad på häradsnivå i Wenshan, en autonom prefektur för miaofolket och zhuangfolket i Yunnan-provinsen i sydvästra Kina. Den ligger omkring 230 kilometer sydost om provinshuvudstaden Kunming.
Området är känt för brytning av zinkmalm i formav silikatmineralet hemimorfit eller kiselgalmeja. Några vackert blåfärgade mineralbildningar har tilldragit sig särskild uppmärksamhet.